# Scapania aspera
Scapania aspera ist eine Lebermoosart der Ordnung Lophoziales. 

## Merkmale
Die Pflanzen bilden stattliche, braungrüne Rasen. Die Blätter sind bis zur Hälfte geteilt. Die Lappen sind ungleich groß und gesägt. Die Oberlappen sind rundlich oval und greifen weit über das Stämmchen über. Die Unterlappen sind um ein Drittel größer als die Oberlappen und verkehrt eiförmig. In der Blattmitte sind die Zellen 12 bis 18 × 25 Mikrometer groß, ihre Ecken sind verdickt. Die Cuticula ist dicht mit wasserhellen Papillen bedeckt. Jede Zelle besitzt zwei bis acht Ölkörper. Brutkörper werden gebildet. 
Die Art ist nur schwer von Scapania aequiloba zu unterscheiden.

## Verbreitung und Standorte
Die Art hat eine alpine Verbreitung und kommt in Europa und der Türkei vor. Sie wächst an kalkhaltigen Felsen und auf kalkhaltiger Erde. In Deutschland ist sie in den Kalkalpen häufig, in den übrigen Kalkbergen tritt sie vereinzelt auf.

## Belege
- Jan-Peter Frahm, Wolfgang Frey, J. Döring: Moosflora. 4., neu bearbeitete und erweiterte Auflage (UTB für Wissenschaft, Band 1250). Ulmer, Stuttgart 2004, ISBN 3-8001-2772-5 (Ulmer) & ISBN 3-8252-1250-5 (UTB).